# 병아리 하이킥
《병아리 하이킥》는 대한민국의 MBN에 방송 중인 텔레비전 예능 프로그램이다.

## 기획 의도
연예인 태권도 사범단이 동네에 태권도장을 열어 유소년 병아리들을 가르치는 좌충우돌 버라이어티.

## 방송 일정
| 방송 채널 | 방송 기간                         | 방송 시간                              | 비고 |
| --------- | --------------------------------- | -------------------------------------- | ---- |
| MBN NQQ   | 2021년 4월 26일 ~ 2021년 5월 10일 | 매주 월요일 밤 11시 ~ 밤 1시           |      |
| MBN NQQ   | 2021년 5월 17일 ~ 2021년 5월 24일 | 매주 월요일 밤 9시 30분 ~ 밤 11시 30분 |      |
| MBN NQQ   | 2021년 5월 30일 ~ 2021년 7월 11일 | 매주 일요일 낮 12시 10분 ~ 1시 40분    |      |

## 출연진

### 연예인 사범단
- 하하
- 김동현
- 나태주
- 태미
- 김요한

### 학부모 라인
- 현영
- 하승진
- 홍인규
- 알베르토 몬디

### 병아리 관원
- 이로운
- 최서희
- 홍채윤
- 맹레오
- 하지해
- 최태혁

## 같이 보기
- 태권도
- 유소년
- 날아라 슛돌이 (KBS) - 유소년 대상 축구